# ذبابة الأزهار سوداء الرأس
ذبابة الأزهار سوداء الرأس (الاسم العلمي: Anthomyia nigriceps) هي نوع من الحشرات تتبع جنس ذبابة الأزهار من فصيلة ذباب الأزهار.